# Flaga Gambii

Flaga prezydenta Gambii

Flaga ambasadorów Gambii

Poszczególne barwy flagi Gambii symbolizują:
- czerwień – słońce
- błękit – rzekę Gambię
- zieleń – kraj, a także lasy, w które obfituje Gambia
- biel – pokój, dobre intencje

Została przyjęta 18 lutego 1965 roku. Proporcje 2:3.